# Academy Award Review Of Walt Disney Cartoons
Academy Award Review of Walt Disney Cartoons és una pel·lícula d'animació Disney estrenada als Estats Units el 19 de maig de 1938 i durant una duració limitada, amb l'objectiu de promoure La Blancaneu i els set nans la sortida de la qual era imminent.
Es tractava d'una compilació de cinc curtmetratges de la sèrie Silly Symphonies, nominats en els Oscars. Els encadenaments van ser assegurats per subtítols i la presència d'un narrador.
D'una duració total d'aproximadament 41 minuts, la pel·lícula no compleix amb els criteris definits a França per a un llargmetratge, però respon als del British Film Institute i de l'American Film Institute (més de 40 minuts).

## Composició
La pel·lícula inclou els curtmetratges següents :
- 1932: Flowers and Trees
- 1933: Three Little Pigs
- 1934: The Tortoise and the Hare
- 1935: Three Orphan Kittens
- 1936: The Country Cousin